# Philippe Jobin
 (mai 2023).
Si vous disposez d'ouvrages ou d'articles de référence ou si vous connaissez des sites web de qualité traitant du thème abordé ici, merci de compléter l'article en donnant les références utiles à sa vérifiabilité et en les liant à la section « Notes et références ».
Philippe Jobin est un professionnel du café et spécialiste de ce produit né le 2 décembre 1929 au Havre (Seine-Inférieure) et mort le 6 juin 1992 à Harfleur (Seine-Maritime).

## Parcours
Philippe Jobin poursuit des études à l'École de commerce du Havre après la Libération et rentre en 1952 au service de l'entreprise à actionnariat familial havraise, la Maison Paul Jobin & compagnie, alors dirigée par son père Maurice Jobin.
La famille Jobin est une des familles historiques du port du Havre dédiées au commerce du café depuis le XIXe siècle.

### La Maison Paul Jobin & Compagnie
La Maison Paul Jobin & compagnie a été créée à Rouen en 1871 par M. Demoinet puis reprise par son associé Paul Jobin. À l'origine spécialisée dans l'envoi aux colonies de biens d'équipement, la Maison Jobin va connaître son vrai départ par l'obtention du marché des fournitures de l'expédition de Savorgnan de Brazza en Afrique en 1875.
Par la suite, elle va exporter vers les territoires français d'outre-mer des marchandises variées. En Nouvelle-Calédonie où un comptoir est ouvert en 1905, la vente de marchandises va donner lieu à du troc qui va amener les colons, certes, mais surtout les canaques à régler leurs achats en café vert. Par ce biais, en 1911, Paul Jobin découvrit un café Arabica de très bonne qualité, vendu sous le nom de Bourbon, il va alors ouvrir une filiale à Nouméa en Nouvelle-Calédonie. L'activité d'importation de café vert devenant prédominante la société va alors déménager au Havre en 1909. Administrateur de la Chambre de commerce du Havre, Paul Jobin sera fait chevalier de la Légion d'honneur pour son action en faveur de la culture du café dans l'Empire français en 1932.
Conscient du manque de café de la Métropole, Paul Jobin va alors mener tous ses efforts pour en développer la culture en Nouvelle-Calédonie, isolant les activités de négoce général dans la Société havraise calédonienne, cédée en 1959. Ses efforts de diffusion de la culture de la variété de café dite « robusta » vont aussi s'exercer en Afrique occidentale française.
Paul Jobin décède en 1940, son œuvre est reprise par son fils unique Maurice Jobin, lequel participera à la création du marché à terme de café Robusta au Havre en 1947.

### Philippe Jobin et la réorganisation de la profession caféière française
Philippe Jobin va suivre un parcours classique au sein de l'entreprise familiale, la Maison Paul Jobin & compagnie, gravissant tous les échelons pour finalement remplacer son père, Maurice Jobin, en tant que président en 1972.
Parallèlement, le marché du café vert et celui du café torréfié, entre lesquels se place la Maison Paul Jobin & compagnie va subir de profondes mutations au cours de la période de 1945 à 1990.
Le marché du café vert voit réduire très fortement le nombre de ses acteurs, au Havre, port principal d'importation du produit agricole en France (en 1937, 80 % du café importé en France passe par les Docks du Café, créés en 1846, sur le port autonome du Havre), ceux-ci vont passer de plus de 150 à moins de cinq en 50 ans. Courtiers, agents commerciaux, importateurs et négociants vont se regrouper, disparaître, fermer. La Maison Paul Jobin & compagnie, faute d'héritier pour reprendre les fonctions de Philippe Jobin, va elle-même être vendue au groupe de négoce havrais Société Commerciale Raoul-Duval en 1988.
Du côté du café torréfié, on observe sur la même période, les mêmes phénomènes avec la disparition ou le regroupement des petits torréfacteurs à l'image de Cafés Legal au Havre, groupe national fondé par Armand Frydman et ses deux fils Philippe et Alain, Cafés Folliet à Chambéry, devenu incontournable dans le quart sud-est de la France, et Cafés Méo à Lille notamment.
Mais la vraie révolution vient par la grande distribution. Dans les années 1970, elle donne la part belle aux grandes firmes multinationales sur le marché du milieu de gamme (sur le plan de la qualité) : Nestlé (marque : Nescafé), General Foods (marque : Maxwell House), Jacobs Suchard (marque : Jacques Vabre) et Douwe Egberts (marques : Maison du Café, Café Grand'Mère).
Conscient de la nécessité de raccourcir la chaîne commerciale et d'importer des cafés de meilleures qualités, Philippe Jobin va alors faire le tour des producteurs de café vert dans les pays exportateurs ou non, de 1971 en Éthiopie à 1989 en Papouasie-Nouvelle-Guinée, il va visiter plus de quarante pays pour ramener, même en très petites quantités des cafés jusqu'ici inconnus ou presque en Europe. Avec l'aide de son épouse, Geneviève Jobin qui maitrise les langues latino-américaines, ils vont privilégier l'export vers la France de petits lots de production de cafés haut de gamme, notamment en Éthiopie, à Haïti, au Yémen, en Amérique centrale, au Kenya, en Papouasie-Nouvelle-Guinée.

### La promotion du café en France
Philippe Jobin va alors être le premier à créer une lettre professionnelle, distribuée gratuitement à la profession, visant à faire comprendre aux acteurs les changements du marché. Contraintes par la seule production de ses anciennes colonies, exportant principalement du Robusta, les Français aiment un café fort, acre et très peu fin, mais aussi peu cher.
Les efforts de Philippe Jobin, à l'aide du Comité français du café, de l'Association scientifique internationale du café, dirigée par le professeur Coste et de l'Organisation internationale du café vont tenter d'amener les acteurs à faire connaître aux consommateurs les cafés sous forme de crûs et de leur faire aimer les qualités supérieure. De là vont naître les premières cartes de cafés dans les grands restaurants, comme chez Rollinger à Cancale offrant des variétés rares jusque-là très peu connues des Français : Kona d'Hawaï, Blue Mountain de la Jamaïque, Malabar d'Inde, moka d'Éthiopie, etc.
Philippe Jobin va alors publier Les Cafés produits dans le Monde en 1983, en français, suivie d'une version trilingue en 1987 du même ouvrage (français, anglais espagnol) présentant l'ensemble des variétés de cafés verts et des zones de production de ceux-ci. Surnommé « l'importateur littéraire du Havre » par la revue Tea & Coffee Business en 1990, Philippe Jobin va publier deux autres ouvrages, sans compter de nombreuses participations à d'autres ouvrages collectifs.

### Famille
Aucun des enfants de Philippe Jobin ou de son frère Yves Jobin ne reprendront ses traces au service du café, si ce n'est brièvement le fils aîné de Philippe Jobin, Guillaume Jobin, auteur d'une thèse de doctorat en médecine (Rouen, 1990) intitulée Café, caféine et santé.
Maurice Jobin a publié à compte d'auteur en 1949 et 1950, deux volumes intitulés Voyage autour du monde I et II.
Les enfants de Philippe Jobin écriront par la suite, mais par sur le thème du café : Exporter & Investir en Russie - Guillaume Jobin, éditions Vuibert, Paris 1994, Guide de la plongée en mer Rouge - David Jobin, Paris 1995, Maladies industrielles et renouveau syndical au Japon - Paul Jobin, Éditions de l'EHESS, Paris 2007. 

## Livres
- Les Cafés produits dans le monde, Philippe Jobin - édition française, SAAA, Le Havre 1982,
- Le Café, Philippe Jobin & Bernard Van Leckwyck - Éditions Nathan, 1986,
- L’Heure du café, Philippe Jobin - Paris, édit. Gentleman, 1987, 107 pages.
- Les Cafés produits dans le monde, Philippe Jobin - édition trilingue révisée, SAAA, Le Havre 1990,